# 埃尔瓦 (爱沙尼亚)

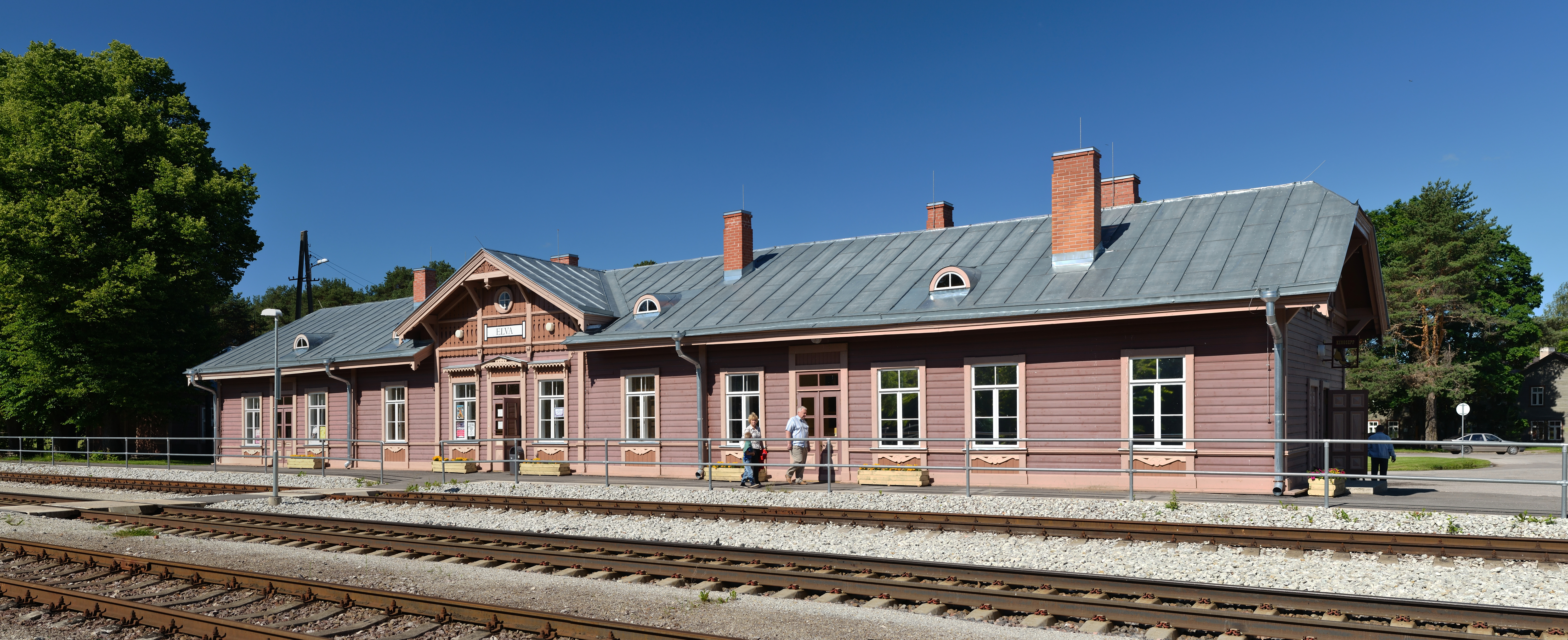
埃尔瓦火车站

埃爾瓦是愛沙尼亞塔爾圖縣埃尔瓦市镇内的非独立市，位於埃馬河支流畔，距離塔爾圖25公里，始建於1938年5月1日，面積9.2平方公里，2011年人口5,762。
埃尔瓦原是一个独立的城市型市镇。2017年爱沙尼亚行政改革后，埃尔瓦市与其他市镇一起合并为新的埃尔瓦市镇。

## 外部連結
- 埃尔瓦市镇官方网站 （页面存档备份，存于） （文）